# Liste von Statistik-Software
Statistik-Software versetzt die Statistik mit Hilfe leistungsfähiger Computer in die Lage, mit teilweise rechenintensiven Methoden sehr große Datenmengen zu analysieren. Ganze Teilbereiche der Statistik haben ihren Einzug in die Datenanalyse neuer Software zu verdanken, zu nennen ist hier die Bayessche Statistik und deren Implementation in Markov-Chain-Monte-Carlo-Verfahren (MCMC).
Im Folgenden sind einige gebräuchliche statistische Softwarepakete aufgelistet.

## Freie Software
| Programmname     | Beschreibung | Plattform | Sprache                 |
| ---------------- | --- | --- | ----------------------- |
| Almo             | Analyse vor allem von Massendaten                                                                                    | Windows | deutsch                 |
| GeoDA            | Statistiksoftware für die räumliche Analyse.                                                                         | Windows, Mac, UNIX/Linux                                                                                                   | englisch                |
| GGobi            | Statistiksoftware um hochdimensionale multivariate Daten mit dynamischer Grafik zu visualisieren und zu analysieren. | Windows, Mac, UNIX/Linux                                                                                                   | englisch                |
| G*Power          | Durchführung von statistischen Tests, insbesondere Power-Tests                                                       | Windows, Mac | englisch                |
| gretl            | Open-Source-Statistiksoftware, hauptsächlich für Regression, Ökonometrie und Zeitreihenanalyse.                      | Windows, Mac, UNIX/Linux                                                                                                   | deutsch, englisch u. a. |
| Jamovi           | Derivat von JASP. Open-Source und „community-driven“ Statistiksoftware mit R-Integration                             | Windows, Mac, UNIX/Linux, ChromeOS                                                                                         | englisch                |
| JASP             | Open-Source-Statistiksoftware mit Schwerpunkt auf Bayes-Verfahren                                                    | Windows, Mac, UNIX/Linux                                                                                                   | deutsch, englisch u. a. |
| PSPP             | Software für Datenanalyse – freie Software kompatibel zur verbreiteten Statistiksoftware SPSS                        | Windows, Mac, Linux | englisch u. a.          |
| R                | Eine Open-Source-Variante der Statistiksprache S                                                                     | Windows, Mac, UNIX/Linux                                                                                                   | deutsch, englisch u. a. |
| RapidMiner       | Open-Source-Software für Datenanalyse und Data Mining                                                                | Windows, Mac, Linux (Java-basiert)                                                                                         | deutsch                 |
| SciDAVis         | Datenvisualisierung und -analyse                                                                                     | Linux, Mac OS X, Windows                                                                                                   | deutsch, englisch u. a. |
| csv-data-analyze | Open-Source Software - Datenanalyse von CSV-Dateien auf Python Basis                                                 | Windows/Linux/Mac OS X (Es wird eine Python 3.x Installation und verschiedene Zusatzpakete benötigt / Alternativ Anaconda) | englisch                |
| CSVpySTAT        | Open-Source Software - CSV-Editor auf Python Basis mit dem auch grafische und statistische Analysen möglich sind.    | Windows/Linux/Mac OS X (Es wird eine Python 3.x Installation und verschiedene Zusatzpakete benötigt / Alternativ Anaconda) | englisch                |

## Kommerzielle Software
| Programmname    | Beschreibung | Plattform                                | Sprache                          |
| --------------- | --- | ---------------------------------------- | -------------------------------- |
| BiAS            | Biometrische, statistische und epidemiologischen Methoden für Mediziner und Biometriker | Windows                                  | deutsch                          |
| BV4.1           | Software zur Komponentenzerlegung und Saisonbereinigung ökonomischer Monats- und Quartalsreihen mit dem Berliner Verfahren                                                                                | Windows                                  | deutsch, englisch                |
| Design-Expert   | DOE-Software zur Optimierung von Prozessen und Produkten | Windows                                  | englisch                         |
| EViews          | Ökonometriesoftware mit Statistik-, Vorhersage- und Modellierungswerkzeugen | Windows                                  | englisch                         |
| Dataplore       | Statistik, Prognosen und nichtlineare Verfahren für die Analyse von Zeitreihen, Schnittstelle zu CMS-Patientenmonitoren zur Datenerfassung und Analyse medizinischer Daten                                | Windows, Linux                           | englisch                         |
| GAUSS           | Software insbesondere zur Analyse komplexer Matrizenoperationen | Windows, Mac, UNIX                       | englisch                         |
| Limdep          | Ökonometriesoftware mit Statistik-, Vorhersage- und Modellierungswerkzeugen | Windows                                  | englisch                         |
| MATLAB          | Programmiersprache mit Statistikpaket | Windows, Linux, Mac                      | deutsch, englisch, japanisch     |
| Minitab         | Statistik im Qualitätsmanagement für Produktion, Handel, Verwaltung, Finanzen | Windows, Mac                             | deutsch, englisch u. a.          |
| NSDstat         | Software für multivariate statistische Datenanalysen | Windows                                  | deutsch                          |
| Origin          | umfassende Grafikfunktionen | Windows                                  | englisch                         |
| Prism           | Statistiksoftware mit einem Schwerpunkt Life Science und Laborstatistik, insbesondere nichtlineare Regression                                                                                             | Windows, Mac                             | englisch                         |
| PS-Explore      | modulares Statistiksystem mit Schwerpunkt auf explorativen Methoden | Windows                                  | deutsch                          |
| qs-STAT         | ist eine Statistik-Software der Firma Q-DAS, die besonders in der industriellen Fertigung eingesetzt wird.                                                                                                | Windows                                  | 20 Sprachen                      |
| S-Plus          | Kommerzielle Variante der Statistiksprache S, Modul der Business-Intelligence-Plattform TIBCO Spotfire Analytics                                                                                          | Windows                                  | deutsch, englisch u. a.          |
| SAS             | Produkte für statistische Analysen | Windows, Unix, Linux                     | deutsch, englisch,               |
| SimplexNumerica | Statistik-Software für Approximation, Interpolation, Regression, Zeitreihenanalyse usw. mit hochauflösender 2D/3D-Grafik                                                                                  | Windows 10/11                            | deutsch, englisch u. a.          |
| Le Sphinx       | Statistische Analysen (tabellarisch und grafisch), insbesondere zur Auswertung von Kunden- und Mitarbeiterbefragungen und Seminarbewertung. Von der 1985 gegründeten Firma Le Sphinx mit 60 Mitarbeitern. | Windows                                  | deutsch, englisch, französisch   |
| SPSS            | Statistikpaket von IBM | Windows, Mac, Linux                      | deutsch, englisch                |
| SsS             | Software für nichtparametrische und parametrische Testverfahren | Windows                                  | deutsch                          |
| Stata           | Statistikprogramm, das sowohl über Menüs als auch über die Kommandozeile gesteuert werden kann | Windows, Linux, Macintosh, Unix-Derivate | englisch                         |
| STATISTICA      | Weitverbreitete Software für Statistik und Data-Mining | Windows                                  | über 10 inkl. deutsch & englisch |
| SYSTAT          | | Windows                                  |                                  |
| XploRe          | Statistikpaket auf Basis einer an C angelehnten Programmiersprache | Windows                                  | englisch                         |

Einige Statistikprogramme bestehen aus Grundprogrammen, die durch Module ergänzt werden können.
Spezielle Software existiert für die statistische Versuchsplanung, die den Anwender durch die Versuchsplanung und die Auswertung führt.